# Ustés
Ustés (en euskera: Ustaize)es una localidad española de la Comunidad Foral de Navarra perteneciente al municipio del Navascués. Su población en 2014 es de 18 habitantes (INE). Muchas comarcas de Navarra que hoy conocemos como valles fueron antiguamente almiradíos o almirantíos (zona que está bajo la responsabilidad de un almirante). En la actualidad el valle formado por Aspurz, Navascués y Ustés es el único que sigue conservando esa denominación y se le conoce como El Almiradío. Está ubicado en la misma falda de la sierra, a orillas del río Salazar.

## Toponimia
El nombre vasco Ustaize dificulta la interpretación de este nombre, impidiendo la relación con formas romances de nombres como Sartze (Sarriés), Uskartze (Uscarrés) o Arbontze (Arboniés). Patxi Salaberri demuestra que la versión castellana y aragonesa del nombre Ustés surgió de la versión original Ustaize tras la reducción del diptongo ai > e, lo mismo que en el nombre de la localidad bajonavarra de Ortzaize (Ossès). Eso, además, explicaría que no se hallan formas del estilo de Ustiés*. Mikel Belasko sugiere entonces pensar en el sufijo abundancial -tze y en una palabra vasca de significado desconocido. Existe en euskera la palabra uztai (anillo), que puede tener relación con el nombre.

## Geografía
Ustés dista de Pamplona 65 km que se recorren la A-21 que une Pamplona con Lumbier y después por la carretera local NA-178 y NA-2124. En el entorno físico predominan los campos de labranza . Desde este precioso enclave parten dos bellos valles del Pirineo Navarro, al Norte el Valle Salazar y al este el Valle de Roncal.

## Cultura

### Patrimonio
Un puente de piedra construido en el siglo XIX da la bienvenida a los visitantes.
- La iglesia de San Saturnino de Ustés destaca por la curiosa decoración del techo del sotocoro, en el cual se pueden observar unas pinturas en rojo y blanco, que imitan retículos y tracerías góticas.  Es un edificio de estilo románico formado por una sola nave de cuatro tramos con bóveda de cañón y ábside semicircular. El edificio cuenta con dos capillas laterales añadidas en el siglo XVI.

Ustés asombra también por sus edificios nobles entre los que destaca una torre medieval. Parte de la belleza de Ustés es debida a que sus calles conservan el antiguo empedrado y restos de las eras.
Uno de los edificios más destacados es el Palacio de Ustés o Señorío de Burdaspal, actualmente en estado ruinoso pero en proceso de reforma que está catalogado con grado I de protección y que ha sido incluido en la lista roja de patrimonio con fecha 26 de octubre de 2021 para difundir el conocimiento del edificio y asegurar su protección. Contaba con escudo de armas en la fachada norte o principal cuyo dibujo era un casco de guerrero en la parte superior y una cabeza de hombre con barba, de un rey, en su parte inferior, permaneciendo el hueco en la actualidad.

### Fiestas y eventos
El fin de semana del último viernes de agosto se celebran las fiestas de la localidad en honor a San Jabo de Ustés, misionero del siglo XIV y oriundo del pueblo.